# 余分
| ウィキペディアには「余分」という見出しの百科事典記事はありません（タイトルに「余分」を含むページの一覧/「余分」で始まるページの一覧）。 代わりにウィクショナリーのページ「余分」が役に立つかもしれません。 |